# حصار پهلوانلو
حصار پهلوانلو یا حصار گلیان روستایی در دهستان گلیان بخش مرکزی شهرستان شیروان استان خراسان شمالی ایران است.

## جمعیت
بر پایه سرشماری عمومی نفوس و مسکن در سال ۱۳۹۵ جمعیت این مکان ۳۰۷ نفر (۱۱۳خانوار) بوده‌است.